# Борзюк, Владимир Михайлович
Владимир Михайлович Борзюк (род. 2 сентября 1952, Орёл) — российский государственный деятель,, депутат Государственной Думы ФС РФ I созыва.

## Биография
С 1993 по 1994 год был координатором Орловского регионального отделения ЛДПР.

### Депутат ГД
В 1993 году получил место в Общефедеральном списке кандидатов в депутаты от ЛДПР на выборах в Государственную думу 1 созыва под номером 23. Избран, вошёл в комитет ГД по экологии. Позже перешёл в комитет ГД по геополитике. Выступил на заседаниях Государственной думы 5 раз. На одном из заседаний Госдумы, Борзюк взял слово и выступил, но даже не догадываясь, что это вызовет гнев Жириновского, не желавшего, чтобы депутаты его фракции выступали без согласования с ним.
4 апреля 1994 года вышел из фракции ЛДПР. 8 апреля 1994 года Жириновский с охранниками избил в коридоре Думы Борзюка, накануне заявившего о выходе из ЛДПР. Оказавшийся невольным свидетелем член фракции «Яблоко» Валерий Борщёв попытался было образумить разбушевавшегося Жириновского.
7 июня 1994 года вместе с Кобелёвым, Булгаковой, Новиковым и Прониным создал депутатскую группу «Держава», которая не смогла официально зарегистрироваться в аппарате Государственной думы в связи с малочисленностью депутатского состава группы.